# Bahna (Ukraina)
Bahna (ukr. Багна) – wieś na Ukrainie, w obwodzie czerniowieckim, w rejonie wyżnickim, w hromadzie Wyżnica. W 2001 liczyła 1009 mieszkańców, spośród których 1005 wskazało jako ojczysty język ukraiński, 3 rosyjski, a 1 polski.